# زیبیله بایر
زیبیله بایر (به آلمانی: Sibylle Baier) خواننده/ترانه‌سرای فولک و هنرپیشهٔ اهل آلمان است.

## درباره
زمانی که بایر ۱۶ ساله بود دوستی او را متقاعد کرد که با هم به یک سفر جاده‌ای در آلپ سوئیس بروند. پس از بازگشت او اولین آهنگش به‌نام «روز را به خاطر بسپار» را در یک دورهٔ تاریک از جوانی‌اش و با الهام از آن سفر نوشت. بایر به این کار ادامه داد و بین سال‌های ۱۹۷۰ تا ۱۹۷۳ تعدادی از آهنگ‌های ساختهٔ خودش را در خانه‌شان در آلمان و با دستگاه ریل ضبط کرد اما هیچوقت آنها را منتشر نکرد. او در سال ۱۹۷۴ در فیلم آلیس در شهرها ساختهٔ ویم وندرس نقشی ایفا کرد. بایر که تصمیم گرفته بود حرفهٔ بازیگری یا خوانندگی را دنبال نکند، سرانجام به آمریکا نقل مکان کرد و تمام توجهش را به خانواده‌اش داد.

## انتشار آثار
در سال ۲۰۰۴ پسر بایر تعدادی از ضبط‌های مادرش را روی سی‌دی گردآوری کرد و به چند نفر از دوستان و آشنایان هدیه داد. این مجموعه به‌دست جی ماسکیس خوانندهٔ گروه موسیقی دایناسور جونیور هم رسید و ماسکیس هم آن‌ها را به مسئولان کمپانی اورنج توین تحویل داد. این آثار بالاخره در سال ۲۰۰۶ به‌صورت یک آلبوم به‌نام سبز رنگ که دربردارندهٔ ۱۴ قطعهٔ موسیقی است منتشر شدند. همهٔ قطعه‌های آلبوم به زبان انگلیسی اجرا شده‌اند و در تمام آن‌ها بایر با یک گیتار آکوستیک آوازش را همراهی می‌کند. کریستوفر مانگر از آل‌میوزیک موسیقی بایر را صادقانه و تامل‌برانگیز دانسته و او را با نیکو و وشتی بانیان مقایسه کرده‌است.